# Danza vintage

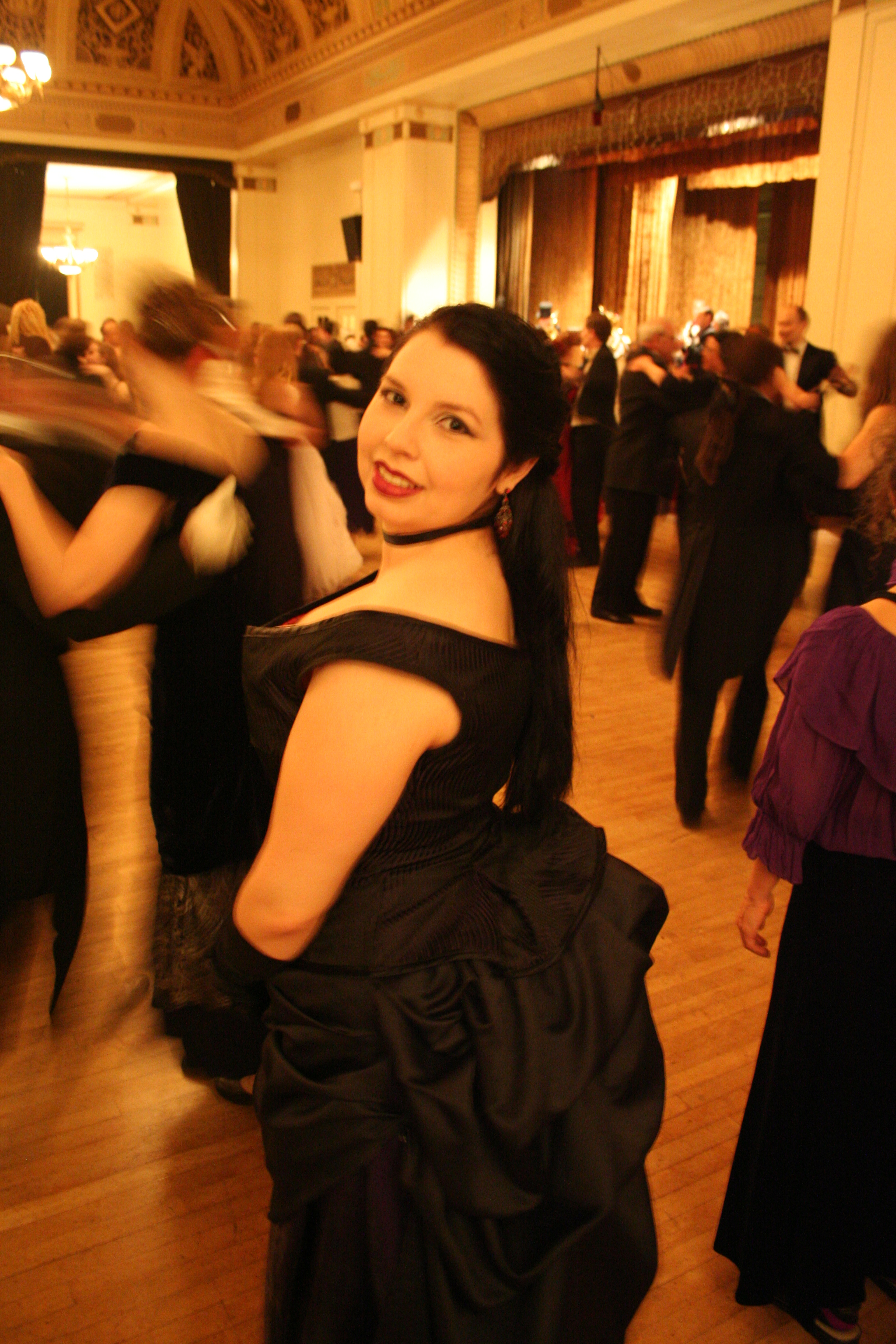
Una ballerina al Gaskell Ball, un evento di una società di danza vintage

La danza vintage è l'autentica ricreazione di stili di danza storici. Comprende la ricreazione delle danze della Reggenza inglese (1795-1820), della guerra civile americana (1860), dell'epoca vittoriana, del ragtime, del proibizionismo, della seconda guerra mondiale, del secondo dopo guerra e dell'era post Vietnam.
Gli stili di danza vintage comprendono jazz, swing, blues, disco e break dance, ma non si limitano ad essi.

## Società
Diverse società di danza vintage tengono balli ed eventi per promuovere ed insegnare le danze vintage.

### Connecticut
- Hartford Underground[1] è una società di danza swing vintage nella grande area di Hartford.
- La sala da ballo della comunità Vinnie's Jump & Jive[2] a Middletown ospita spesso serate di ballo swing e blues.
- Yale Swing, Blues e Fusion è una "comunità non competitiva di swing e blues" nel campus della Yale University. I loro "eventi regolari includono danze swing mensili, swing settimanale, blues e pratica di fusion di domenica, pratica di fusion settimanale il martedì ed escursioni ad eventi di ballo locali". Offrono lezioni di Lindy Hop e Blues ogni semestre, ad una cifra simbolica e invitano come ospiti istruttori per workshop di danza in vari posti durante tutto l'anno. I loro "eventi sono aperti a tutti - studenti universitari e laureati, docenti e personale, nonché ai membri della più vasta comunità di New Haven".[3]

### Massachusetts
- Commonwealth Vintage Dancers.[4] Questo gruppo è attivo da più di 26 anni e sponsorizza mensilmente classi e balli di danza vittoriana vintage in tutta l'area dell'area Greater Boston. Ogni estate il gruppo si riunisce per una settimana a Newport, Rhode Island, per formazione di danza, tè sul mare e serate durante le quali godono gli splendori della Gilded Age (età dell'oro).

### California
- The Gaskell Ball:[5] un ballo vittoriano bimestrale antico che si tiene a Oakland, in California.
- PEERS:[6] Period Events and Entertainments Reenactment Society - un gruppo che organizza eventi di danza vintage a tema di varie epoche il primo sabato di ogni mese.
- BACDS:[7] The Bay Area Country Dance Society - promuove, preserva e insegna la musica tradizionale inglese e americana e balla nella zona della Baia di San Francisco.
- BAERS:[8] The Bay Area English Regency Society - un altro gruppo nella zona della Baia di San Francisco, specializzato nelle danze della reggenza inglese.

### Colorado
- American Vernacular Dance (AVD) ospita eventi vintage di danza ragtime con musica dal vivo, principalmente all'Avalon Ballroom di Boulder, in Colorado. Questa organizzazione ha ospitato il suo primo evento "The Columbine Ball and Tango Trot", nel giugno del 1989. L'AVD ha ospitato il Ragtime-Era Tea Dances mensile fin dal 1991 con il Mont Alto Ragtime e la Tango Orchestra. L'AVD è co-organizzatore di weekend di ballo annuali con lo storico della danza vintage nonché maestro di danza Richard Powers.
- Watch Your Step! (Attento a dove metti i piedi!) è un gruppo di Boulder, in Colorado, disponibile per presentazioni, esibizioni in costume e istruzione di danza vintage dell'era del ragtime negli anni '30.

### New Jersey
- Mid-Atlantic Center for the Arts & Humanities (MAC), è un'organizzazione senza scopo di lucro impegnata nella conservazione, nell'interpretazione e nell'arricchimento culturale per residenti e visitatori di Cape May; sponsorizza i fine settimana vintage di ballo a Cape May da più di 20 anni. Tenuti ogni aprile e ottobre, questi fine settimana offrono opportunità di istruzione e balli in costume con musica dal vivo. Cape May è una città classificata Monumento Nazionele Storico nella punta più meridionale del New Jersey con una collezione ineguagliabile di case di epoca vittoriana.

### Carolina del nord
- Sin dal 2001 Triangle Vintage Dance ha offerto lezioni incentrate sulle danze delle ere vittoriane e ragtime per la zona di Raleigh, Durham, Chapel Hill. Oltre alle lezioni e ad un mix di danza mensile, il gruppo tiene anche un ballo vittoriano annuale.